# Mehurčasta žleza
Mehurčasta ali Cowperjeva žleza je del moških spolnih organov. Je parna in leži ob zadnji steni sečnega mehurja. Izvodilo te žleze se pridruži semenovodu, preden se ta skozi prostato zlije v sečnico. Mehurčasta žleza izloča tekočino, ki spermijem omogoča gibanje.